# James R. Chalmers
James Ronald Chambers (11 januari 1831 – 9 april 1898) was een Amerikaans advocaat, politicus en militair. Tijdens de Amerikaanse Burgeroorlog diende hij als brigadegeneraal in het Confederate States Army. Hij vocht aan het westelijke front. Na de oorlog was hij lid van het Huis van Afgevaardigden.

## Vroege jaren
James R. Chalmers werd geboren in Halifax County, Virginia op 11 januari 1831. Hij was de zoon van Joseph W. Chalmers. Het gezin verhuisde in 1839 naar Holly Springs in Mississippi. In 1851 studeerde James Chalmers af aan de South Carolina College. 
Chalmers keerde terug naar Holly Springs waar rechten studeerde en in 1853 werd toegelaten tot de balie. Na enkele jaren werkzaam te zijn geweest als advocaat werd hij in 1858 verkozen tot District attorney. In 1861 was Chalmers lid van de conventie die zou stemmen over de Ordinance of Secession. Zoals zijn vader was hij een sterk voorstander van de rechten van de individuele staten en stemde hij voor de secessie van Mississippi.

## Amerikaanse Burgeroorlog
Chalmers nam in 1861 dienst als kapitein in het Confederate States Army en werd als gepromoveerd tot kolonel in het 9th Mississippi Infantry Regiment. Hij werd met zijn regiment naar Pensacola, Florida gestuurd om de stad te beschermen. Op 13 februari 1862 werd hij tot brigadegeneraal bevorderd. Enkele maanden later, op 6 april, kreeg hij het bevel over de tweede brigade in Jones M. Withers divisie in het Army of Mississippi. Zijn brigade werd ingezet tijdens de Slag bij Shiloh. Nadat generaal Braxton Bragg op 17 juni 1862 het bevel op zich had genomen van het Western Departement, gaf hij het bevel aan Chalmers om een schijnaanval uit te voeren op Rienzi, Mississippi. Deze aanval diende als dekmantel om Zuidelijke infanterie naar Ripley te sturen om uiteindelijk het strategisch belangrijke spoorwegenknooppunt in Corinth, Mississippi te kunnen veroveren. Op 1 juli botste Chalmers bij Booneville op Noordelijke cavalerie onder leiding van brigadegeneraal Philip Sheridan. De strijd nam het grootste deel van de dag in beslag tot de Noordelijken versterking kregen in de vorm van infanterie en artillerie waarop Chalmers zich terugtrok.
In de zomer van 1862 rukte Bragg met zijn Army of Tennessee op naar Kentucky waarin Chalmers nog altijd deel uitmaakte van Withers divisie. Zijn brigade nam deel aan de Slag bij Stones River waar ze het beste van zichzelf gaf. In april 1863 werd Chalmers, op vraag van luitenant-generaal John C. Pemberton, overgeplaatst naar het Departement of Mississippi and East Louisiana waar het het bevel van het Fifth Military District op zich nam. In 1864 kreeg Chalmers het bevel over een cavaleriedivisie in Forrest's Cavalry Corps. Hij nam deel aan alle schermutselingen en veldslagen onder Nathan Bedford Forrest in noordelijke Mississippi, westelijke Tennessee en Kentucky waaronder ook de Slag om Fort Pillow. Ook tijdens de Franklin-Nashvilleveldtocht werd Chalmers divisie ingezet. Op 18 februari 1865 werd hij aangesteld als bevelhebber van alle Zuidelijke cavalerie in Mississippi en westelijk Tennessee tot hij zich enkele maanden later overgaf.

## Latere jaren
Na de oorlog hervatte Chalmers zijn loopbaan als advocaat. In 1875 en 1876 zetelde hij kort in de Mississippi State Senate. Het was ook in 1875 dat voor de eerste keer sinds het einde van de Burgeroorlog de Democratische Partij opnieuw de meerderheid had verworven op nationaal niveau. De verkiezingscampagnes in Mississippi gingen gepaard met steeds meer geweld. De Red Shirts, een paramilitaire groep die voor de Democratische Partij werkte, gebruikte geweld om de Republikeinse verkiezingsbijeenkomsten te verstoren en intimidatie om de stemgerechtigden uit de kiesbureaus te houden. Dit zorgde voor de Democratische overwinning in Mississippi en North en South Carolina.
In 1876 werd Chalmers verkozen als lid van het Huis van Afgevaardigden voor het 6th congressional district van  Mississippi. Hij zetelde tussen 4 maart 1877 en 3 maart 1881. Chalmers werd herverkozen, maar zijn overwinning werd aangevochten door de Republikein John R. Lynch omdat dit een overwegend Afro-Amerikaans kiesdistrict was. Het verkiezingscomité (die gedomineerd werd door Democraten) weigerde gehoor te geven aan Lynch en Chalmers bleef in functie vanaf 4 maart 1881 tot en met 29 april 1882. Daarna werd hij wel verslagen door Lynch na de volgende stembusslag.
In de herfst van 1882 kwam Chalmers op als een onafhankelijke Democraat die gesteund werd door Republikeinen en de Greenback Party. Nu betwistte Chalmers de overwinning van de Democraat Van H. Manning. Hij kreeg gelijk en werd op 25 juni 1884 geïnstalleerd. Hij werd echter niet herverkozen.
Na zijn nederlaag trok Chalmers zich terug uit het politieke leven en keerde voltijds terug naar zijn advocatenkantoor. Hij verhuisde naar Memphis, Tennessee waar hij op 9 april 1898 overleed. Chalmers werd begraven op het Elmwood Cemetery in Memphis, Tennessee.